# Championnat d'Europe de polo 2005
Navigation
Édition précédente Édition suivante
Le championnat d'Europe de polo 2005, sixième édition du championnat d'Europe de polo, a lieu en 2005 à Amsterdam, aux Pays-Bas. Il est remporté par l'Italie.